# Кинтайр
Кинта́йр (гэльск. Cinn Tìre (kʲʰiɲˈtʲʰiːɾʲə) — «вершина земли»; англ. Kintyre) — полуостров и находящаяся на нём историческая область на западе Шотландии, между заливом Ферт-оф-Клайд и Северным проливом. На севере соединяется с исторической областью Напдейл. Административно входит в состав области Аргайл-энд-Бьют.
Полуостров Кинтайр — длинная и узкая часть суши, вытянутая в меридиональном направлении. Максимальная ширина полуострова — всего 18 км, длина — 48 км. Центральную часть занимает гряда холмов и невысоких гор (до 454 м), спускающихся к плодородному побережью.
К востоку от полуострова лежит остров Арран, к западу — остров Гиа.
Важнейшие города Кинтайра: Кэмпбелтаун в южной части полуострова, древнее кельтское поселение, перестроенная графами Аргайла из дома Кэмпбеллов, центр производства шотландского виски, и Тарберт в северной части полуострова на перешейке, соединяющем полуостров с остальной частью Шотландии. Тарберт — одна из важнейших крепостей средневековой Шотландии, заложенная королём Робертом I Брюсом в 1326 году.

## История
Кинтайр — ближайшая к Ирландии часть территории Шотландии. Поэтому уже в древности сюда стали переселяться ирландские кельтские племена (скотты-гэлы). Именно Кинтайр стал ядром кельтского королевства Дал Риада, распространившего в VII—VIII веках свою власть на большую часть западной Шотландии и северной Ирландии. В этот период Кинтайр вместе с островом Айона стал фактическим центром миссионерства и христианизации северной части Великобритании. Здесь пострадал св. первомученик Шотландский Константин. В 843 году король Дал Риады стал также королём государства пиктов, и обе страны были объединены в королевство Шотландия.
Плодородные берега Кинтайра продолжали привлекать чужеземные народы: начиная с IX века эти земли сильно пострадали от набегов норвежских викингов, часть которых осела в Кинтайре и признала власть короля Норвегии. Это повлекло за собой многовековую борьбу Норвегии и Шотландии за обладание Кинтайром, который по праву считался самой богатой территорией западного шотландского побережья. В 1098 году был заключен норвежско-шотландский договор, в соответствии с которым Норвегия сохраняла за собой острова, а король Шотландии получал материковую территорию. Желая подтвердить свои права на Кинтайр норвежский король Магнус III приказал протащить себя в ялике через самую узкую часть полуострова, пытаясь доказать, что Кинтайр относится к островам, причитающимся Норвегии. В 1140 году Кинтайр вошел в независимое гэльско-норвежское Королевство Островов во главе с Сомерледом, а после его смерти эта территория отошла к его внуку Дональду, родоначальнику клана Макдональд. После поражения норвежцев при Ларгсе в 1263 году Кинтайр перешел под власть шотландского короля.
В начале XIV века Макдональды стали одной из главных опор национального шотландского короля Роберта Брюса: именно в Кинтайре король нашел убежище после тяжелого поражения от английских войск в 1306 году. Брюс осознавал значение Кинтайра как ключа к Гебридским островам и Ирландии. В 1326 году он возвел в самом узком месте полуострова замок Тарберт, который стал форпостом королевской власти в Аргайле.
В XV веке Кинтайр стал объектом противостояния между двумя крупнейшими западношотландскими кланами — Макдональдов и Кэмпбеллов. Победу одержали последние, опирающиеся на центральную власть, однако в 1476 году Кинтайр был уступлен королю Шотландии Якову III. Постепенно влияние горских кланов было сведено на нет и уже в XVIII веке гэльский язык практически исчез из обращения в Кинтайре.
Согласно городской легенде, очертания полуострова используются BBFC для определения мужской порнографии.